# 파양초등학교
파양초등학교는 대한민국 경기도 파주시에 있는 공립 초등학교이다.

## 학교 연혁
- 1955년 4월 5일 파평국민학교 이천분교실로 개실
- 1958년 4월 1일 파평국민학교 이천분교장으로 승격
- 1961년 2월 13일 파양국민학교로 개교
- 1983년 3월 9일 파양국민학교 병설유치원 개원
- 1996년 3월 1일 파양초등학교로 개칭
- 2011년 9월 1일 제18대 김흥준 교장 취임
- 2015년 2월 13일 제55회 졸업식 거행(졸업생 수 2,211명)
- 2015년 3월 1일 파양초등학교 병설유치원 1학급 편성
- 2015년 3월 1일 7학급 편성(특수 1학급 포함)